# مرد ماری

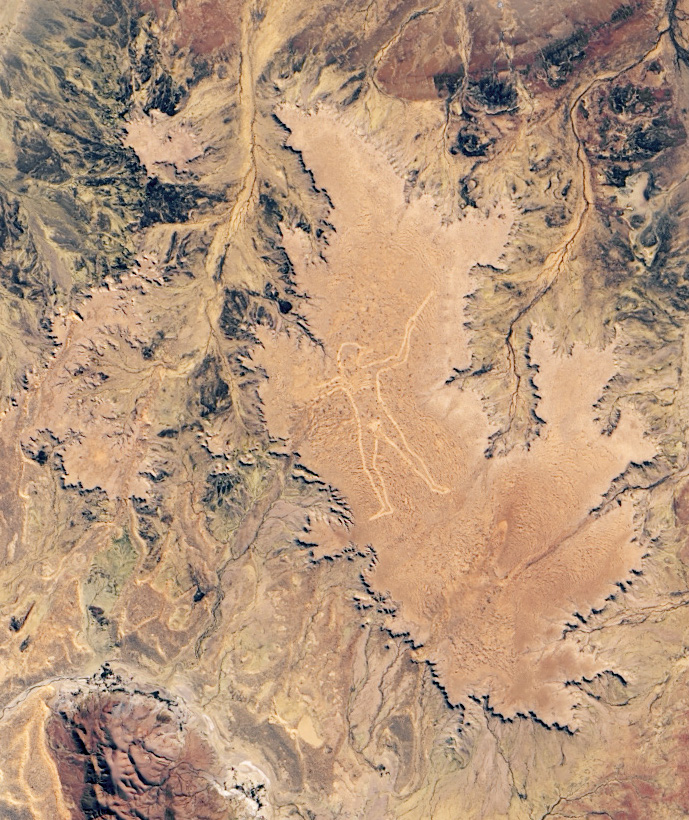
تصویر نقشه‌برداری موضوعیلندست از مرد ماری در مرکز استرالیا گرفته شده در ۲۸ ژوئن ۱۹۹۸

مرد ماری (به انگلیسی: Marree Man) یا غول اِستوارت (به انگلیسی: Stuart's Giant)، زمین‌نگاره نوینی است که شرایط خلق آن هنوز مشخص نشده است. به نظر می‌رسد یک مرد بومی استرالیایی را به تصویر می‌کشد که با بومرنگ یا چوب مشغول شکار است. این مکان در یک فلات واقع در چشمه‌های فینیس ۶۰ کیلومتر (۳۷ مایل) غرب شهر ماری در مرکز استرالیای جنوبی. درست در خارج از ۱۲۷٬۰۰۰ کیلومتر مربع (۴۹٬۰۰۰ مایل مربع) منطقه ممنوع وومرا. این پیکر ۲٫۷ کیلومتر (۱٫۷ مایل) قد بلندی با محیط ۲۸ کیلومتر (۱۷ مایل)، گسترش در منطقه‌ای در حدود ۲٫۵ کیلومتر مربع (۶۲۰ هکتار). اگرچه این یکی از بزرگ‌ترین جغرافیاهای جهان است (مسلماً در ردیف دوم خطوط ساجاما است)، اما منشأ آن همچنان یک معما باقی مانده است، علی‌رغم مقیاس عملیات مورد نیاز، برای تشکیل طرح در کف فلات هیچ‌کس مسئول ایجاد آن را پیدا نکرده و هیچ شاهد عینی نیز پیدا نشده است. توصیف «غول استوارت» در ارجاع به کاوشگر جان مک دوئال استوارت در فکس‌های ناشناسی که به عنوان «اطلاعیه‌های مطبوعاتی» به رسانه‌ها ارسال می‌شد، استفاده شد. این اتفاق به‌طور اتفاقی توسط خلبان چارتر در عبور با هواپیما از فراز منطقه در ۲۶ ژوئن ۱۹۹۸ کشف شد.
اندکی پس از کشف، به دنبال اقدامات قانونی که در اواخر ماه ژوئیه توسط مدعیان مالکیت بومی انجام شد، این محوطه توسط دولت استرالیای جنوبی بسته شد، اما پروازهای بالای سایت ممنوع نبود زیرا مالکیت بومی تحت صلاحیت دولت فدرال است.

## کارها

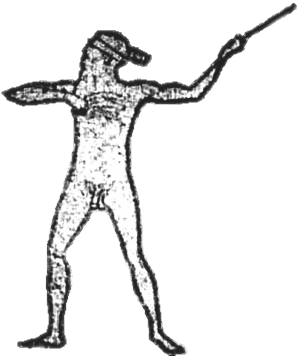
طرح رئوس مرد ماری

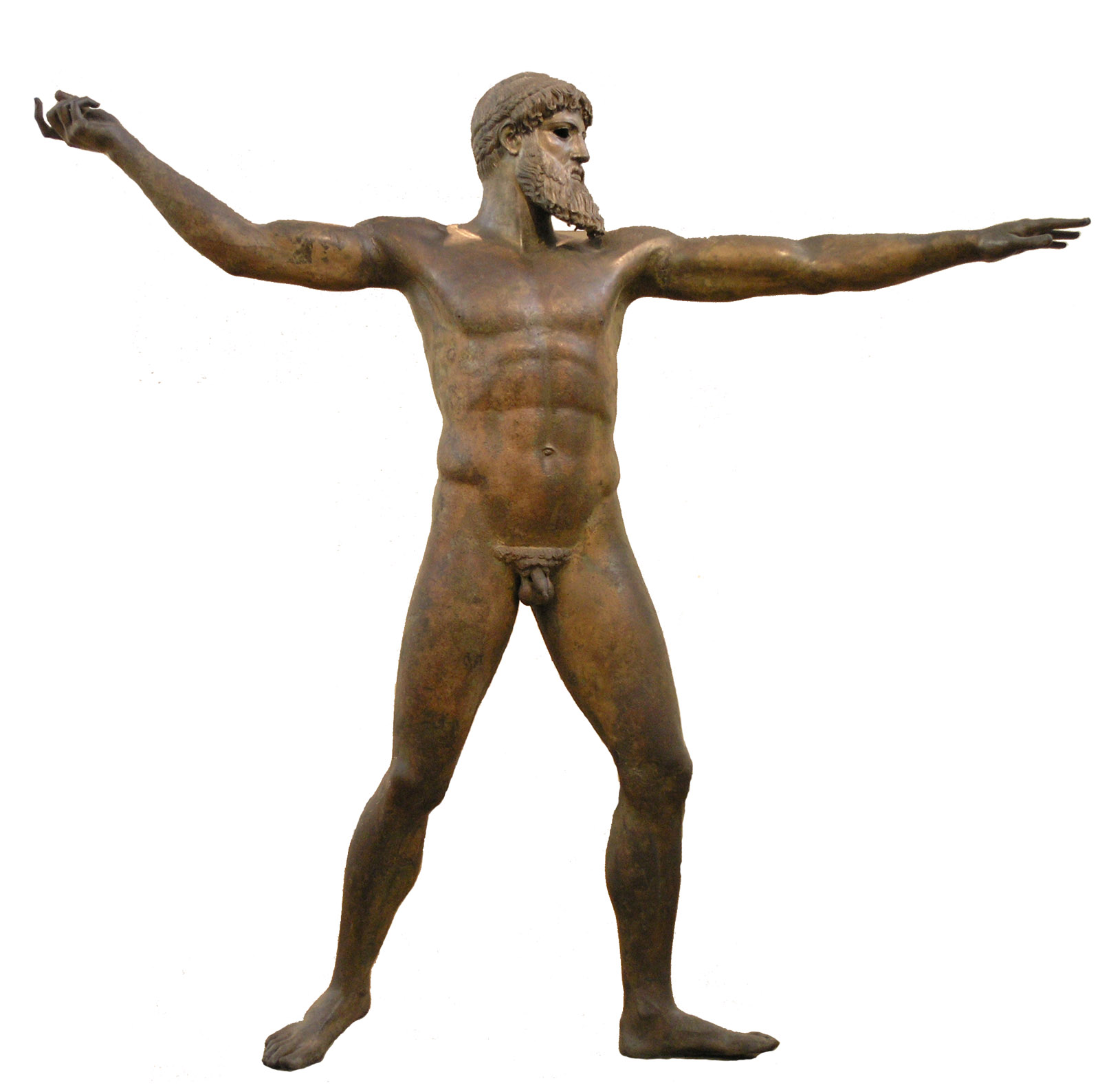
آرتمیشن برنزی

تپه‌نگاره مرد ماری یک مرد را به تصویر می‌کشد که یک وومرا (چوب پرتابی که برای پراکندگی گله‌های کوچک پرندگان استفاده می‌شود) یا بومرنگ را در دست دارد.
در دسامبر سال ۱۹۹۸ مشخص شد که این طرح برعکس با آرتمیشن برنزی زئوس که از کف دریای آدریاتیک در سال ۱۹۲۸ بیرون آورده شد، مطابقت داشت.
تصویر سمت چپ از ۲۷ مه ۱۹۹۸ تصویر سمت راست از ۱۲ ژوئن ۱۹۹۸
در آگوست ۲۰۱۶، کار برای تعریف مجدد تپه‌نگاره با استفاده از یک جاده‌صافکن با کمک جی‌پی‌اس انجام شد. این کار منجر به طرح کلی مشخصی از هوا، مطابق با نسخه اصلی شد. دو دهه پس از خلق آن، حدس زده شد که خود کار بدون فناوری جی‌پی‌اس و در مراحل ابتدایی خلق نمی‌شود.